# Gigan
Gigan — американская техникал-дэт-метал-группа, базирующаяся в Чикаго. Основана в 2005 году в городе Тампа, штат Флорида.

## История
История Gigan началась в 2005 году в городе Тампа, штат Флорида. Группу основал гитарист Эрик Херсеманн, ранее выступавший в составе Diabolic и Hate Eternal. Позже состав расширился до трио, где Херсеманн отвечает за написание песен, а также за гитару, бас, тамбурин, синтезатор, ксилофон и отаматон. В 2008 году на лейбле Napalm Records вышел дебютный альбом группы — The Order of the False Eye. В ноябре 2009 года группа отправилась в американский тур с Divine Heresy и By Any Means Necessary. Спустя два года, в 2011, на лейбле Willowtip Records вышел второй LP — Quasi-Hallucinogenic Sonic Landscapes. В том же году, в октябре, Gigan отправились в тур по США вместе с Jungle Rot и Immolation.
В 2013 году Gigan перебрались в Чикаго. Тогда же они выпускают сингл «Mother of Toads» с грядущего альбома. Третий полноформатный альбом, Multi-Dimensional Fractal-Sorcery and Super Science, вышел 15 октября 2013 года, и получил признание критиков. В мае 2014 года группа отправилась в тур по США, в нескольких городах выступив совместно с Negură Bunget. В сентябре—октябре группа вновь выступала по всей Северной Америке с Pyrrhon и Artificial Brain, а в ноябре—декабре того же года отправились в тур по Европе вместе с Ulcerate, Wormed и Solace of Requiem.
В июне 2017 года группа выпускает сингл «Plume of Ink Within a Vacuum», а 15 сентября состоялся релиз четвёртого альбома Undulating Waves of Rainbiotic Iridescence. В апреле—мае 2018 года группа отправилась в тур «Undulating Waves Across North America» по Северной Америке при поддержке группы Sunless. В августе 2024 вышел сингл «Erratic Pulsitivity and Horror», ставший первой весточкой о новом альбоме. В сентябре вышел второй сингл, «Trans-Dimensional Crossing of the Alta-Tenuis». 25 октября 2024 года на лейбле Willowtip Records вышел пятый полноформатный альбом коллектива, получивший название Anomalous Abstractigate Infinitessimus.

## Участники

### Нынешний состав
- Eric Hersemann — гитара, бас, тамбурин, синтезатор, ксилофон и отаматон (с 2006)
- Nate Cotton — ударные (с 2013)
- Jerry Kavouriaris — вокал (с 2017)

### Бывшие участники
- Grover Norton III — ударные (2006—2007)
- Randy Piro — ритм-гитара, вокал (2006—2010)
- Danny Ryan — ударные (2007—2009)
- Kaish — ударные (2010—2013)
- John Collett — вокал (2010—2013)
- Pat Clancy — бас (2011)
- Eston Browne — вокал (2013—2017)

## Дискография
- The Order of the False Eye (2008)[19][19][20]
- Quasi-Hallucinogenic Sonic Landscapes (2011)[21][22][23][24]
- Multi-Dimensional Fractal-Sorcery and Super Science (2013)[25]
- Undulating Waves of Rainbiotic Iridescence (2017)[26]
- Anomalous Abstractigate Infinitessimus (2024)[18][27][28]